# Barbadische Badmintonmeisterschaft 2016
Die Barbadische Badmintonmeisterschaft 2016 fand vom 11. bis zum 13. März 2016 im Sir Garfield Sobers Sports Complex in St. Michael statt.

## Medaillengewinner
| Disziplin    | Gold                                   | Silber                                      | Bronze                                            |
| ------------ | -------------------------------------- | ------------------------------------------- | ------------------------------------------------- |
| Herreneinzel | Cory Elius Fanus                       | Shae Michael Martin                         | Sabeel Allister Foster                            |
| Herreneinzel | Cory Elius Fanus                       | Shae Michael Martin                         | Andrew Clarke                                     |
| Dameneinzel  | Tamisha Williams                       | Amanda Dominique Haywood                    | Monyata Amanda Ang Riviera                        |
| Dameneinzel  | Tamisha Williams                       | Amanda Dominique Haywood                    | Krystal Clarke                                    |
| Herrendoppel | Bradley Pilgrim Dakeil Thorpe          | Andrew Clarke Kevin Wood                    | Cory Elius Fanus Sabeel Allister Foster           |
| Herrendoppel | Bradley Pilgrim Dakeil Thorpe          | Andrew Clarke Kevin Wood                    | Jade Browne Andre Padmore                         |
| Damendoppel  | Amanda Dominique Haywood Sabrina Scott | Monyata Amanda Ang Riviera Tamisha Williams | Sophia Rossana King Donna Maria Young             |
| Damendoppel  | Amanda Dominique Haywood Sabrina Scott | Monyata Amanda Ang Riviera Tamisha Williams | Riana Patricia Butcher Mackenzie Christina Howard |
| Mixed        | Dakeil Thorpe Tamisha Williams         | Kevin Wood Monyata Amanda Ang Riviera       | Sabeel Allister Foster Sabrina Scott              |
| Mixed        | Dakeil Thorpe Tamisha Williams         | Kevin Wood Monyata Amanda Ang Riviera       | Shae Michael Martin Amanda Dominique Haywood      |